# 霍爾頓 (英國國會選區)

選區在柴郡的位置

霍爾頓（英語：Halton），英國國會一郡選區，位於柴郡霍爾頓區。
本區自1983年創設以來一直支持工黨，目前的議員是德瑞克·特維格。他在2010年大選中以57.7%選票第二次連任成功。